# Marc-André Dalbavie
 (avril 2025).
Il peut être nécessaire de l'améliorer pour respecter le principe de neutralité de point de vue. Veuillez consulter la page de discussion pour plus de détails.

 (avril 2025).
Si vous disposez d'ouvrages ou d'articles de référence ou si vous connaissez des sites web de qualité traitant du thème abordé ici, merci de compléter l'article en donnant les références utiles à sa vérifiabilité et en les liant à la section « Notes et références ».
Marc-André Dalbavie, né à Neuilly-sur-Seine le 10 février 1961, est un compositeur français.

## Biographie
Compositeur et chef d’orchestre français, né en 1961 à Neuilly-sur-Seine d'un père homme d’affaires (directeur général de NCR-France) et d'une mère qui est l'actrice et chanteuse américaine Perdita Chandler, Marc-André Dalbavie commence le piano à l'âge de 6 ans sous l'impulsion de sa famille.[réf. souhaitée]
Il passe le premier concours de piano dès ses 9 ans et obtient la mention très bien au concours général de France dans sa dixième année. Il a 10 ans à la mort de son père. C’est alors qu’il entre à l’École militaire préparatoire d'Autun.[réf. souhaitée]
Il continue sa formation de pianiste, malgré la discipline militaire d’un tel établissement et les activités sportives qui s’y déploient. C’est durant cette difficile période qu’il développe, avec la musique, une passion pour la littérature qui l’accompagnera tout au long de sa vie. Il y reste six ans.[réf. souhaitée]
À 17 ans, il décide de ne pas entamer une carrière militaire et de se consacrer pleinement à sa vocation : la musique. Il revient à Paris passer son baccalauréat au lycée Janson de Sailly, puis entre au Conservatoire national supérieur de musique et de danse de Paris. Il découvre alors la musique d'Alban Berg, encore adolescent, puis celle de György Ligeti, Olivier Messiaen et Edgard Varèse.[réf. souhaitée]
En 1985, il intègre l’IRCAM dans le département Recherche Musical, jusqu’en 1992. A cette date, il part vivre deux ans à Berlin dans le cadre du Künstler Programm du DAAD.
En 1995, il part vivre à Rome dans la Villa Medicis pour deux ans.
A partir de 1996, il entre comme professeur d'orchestration au Conservatoire National Supérieur de Musique de Paris et s’installe avec sa famille dans le Sud-Ouest de la France. C’est alors que commencent de nombreux voyages et périodes de résidences aux USA.[source insuffisante]
En 2010, il entame la composition de plusieurs opéras qui l’amènera dans différents pays d’Europe.

## Langage musical
Sa collaboration avec l’écrivain Guy Lelong est décisive dans l’exploration du concept d’ «In Situ» élaboré par Daniel Buren, du domaine des arts plastiques aux domaines musical et scénique. C’est à cette époque, qu’il commence à réinvestir l’écriture orchestrale pour y intégrer des méthodes utilisées par l’électronique testée à l’IRCAM (IRCAM qu’il quitte en 1991). Il spatialise les orchestres autour du public dès son Concerto pour violon créé à Donaueschingen en 1996, et produit des effets de morphing orchestral, d’un son symphonique vers des sons quasi électroniques produits par des effets d’orchestrations spatialisés (Concertate il Suono, Dream of Unified Space…). C’est surtout durant sa période américaine qu’il se consacre à ces expérimentations.

## Opéras
Marc-André Dalbavie entame dans l’opéra l’exploration de techniques de chant qui permettent de passer de façon continue du parlé au chanté. Toute l’écriture vocale prend pour base le rythme prosodique de la langue parlée pour se transformer, à la faveur du sens dramatique, vers du chant de plus en plus lyrique avec toutes les formes intermédiaires. C’est dans cet esprit qu’il est sur un projet de composition depuis 2015 d’un cycle de mélodies en langue allemande à partir de la poésie de Paul Celan.

## Mérite

### Décoration
- Chevalier de l'ordre des Arts et des Lettres (2004)[7]
- Officier de l’ordre des Arts et des Lettres (2010)[8]

### Récompenses et distinctions
- Prix d’encouragement Ars Electronica en Autriche 1987[9]
- Pensionnaire de la Villa Médicis (1994-1996)[10]
- Prix de composition du « Salzburger Osterfestpiele »1996[11]
- Nommé « Meilleur Jeune compositeur » de l’année, par USA Today’s (1998)[12]
- Prix de composition aux « Salzburger Osterfestpiele »[13]
- Nomination aux Grammy Awards 2008[14]
- Grand prix de la Musique Symphonique SACEM 2010[15]
- Prix Stoeger du Lincoln Center de New-York 2018[16]
- Grand prix Musique de la SACD 2022[17]

## Œuvres
Les partitions des œuvres de Marc-André Dalbavie est éditée par les éditions Billaudot et aux éditions Lacroch' à partir de 2021.
- Symphonie de chambre (1980), 16 min
- Clair-Obscur (1981), 9 min
- Les Paradis mécaniques (1981-1983), 15 min
- Poème n°1 pour ensemble (1983), 17 min
- Xylèmes pour orchestre sans bois (1984), 17 min
- Les Miroirs transparents pour orchestre (1985), 17 min
- Diadèmes pour alto solo transformé, ensemble électronique et ensemble instrumental (1986), 22 min
- Interludes I 5 pièces pour violon solo (1984-1988), 40 min
- Impressions, mouvements oratorio pour récitant, chœur, orchestre et dispositif électronique (1989), 42 min
- Instances pour orchestre symphonique, dispositif électronique et chœur de 12 voix (1991-1989), 40 min
- Élégie pour flûte seule (1990), 3 min
- Petit interlude pour alto et piano (1992), 2 min
- Petit interlude pour saxhorn basse en si b ou tuba basse seul (1992), 3 min
- Interludes II pour trombone basse solo (1993)
- Interludes III pour trombone ténor solo (1993)
- Seuils pour soprano et ensemble (1991-1993), 45 min Sextuor (1992-1993), 15 min
- Concertino pour orchestre baroque (1994), 14 min
- In Advance of the Broken Time... (1994), 13 min
- Offertoire extrait du Requiem de la Réconciliation, pour chœur d'hommes et orchestre (1995), 7 min
- Concerto pour violon et orchestre (1996), 24 min
- Tactus (1996), 19 min, pour neuf instruments, créé le 20 septembre 1996 à Cologne
- Correspondances pour soprano, alto, baryton, 8 instrumentistes et dispositif électronique (1997)
- Non-lieu pour chœur de femmes en 4 groupes et ensemble (1997), 23 min
- Interlude IV pour hautbois (1998), 13 min
- Antiphonie double concerto pour clarinette et cor de basset (1999), 24 min
- The Dream of the Unified Space concerto pour orchestre (1999), 22 min
- Concertate il suono, pour orchestre (2000), 24 min
- Sextine, Cyclus, pour soprano et ensemble instrumental (2000)
- Color pour orchestre (2001), 22 min
- Ligne de fuite à la mémoire de Gérard Grisey(2001), 3 min 25 s
- Mobiles pour 4 chœurs à 4 voix et ensemble instrumental (2001), 44 min
- Ciaccona pour orchestre (2002), 12 min
- Palimpseste (2002-2005), 14 min
- The Rocks under the Water pour orchestre (2002), 12 min
- Chants pour 6 voix d'hommes a cappella ou avec ensemble instrumental (2003), 25 min
- Double jeu pour soprano et ensemble mixte occidental et ensemble mixte d'instruments traditionnels chinois (sheng A, sheng B, Shongruan, daruan, pipa, perc chinoises, yangquin, ehru, zonghu) (2003), 30 min
- Axiom pour piano, clarinette, basson et trompette (2004), 15 min
- La marche des transitoires pour hautbois et dix instruments (2004)[19]
- Trio pour violon, cor et piano (2004), 16 min
- Comptines pour chœur d'enfants, piano, un percussionniste et harpe (2005), 10 min
- Concerto pour piano (2005), 25 min
- Sinfonietta (2005), 25 min• Concerto pour flûte et orchestre (2006), 17 min, créé le 5 octobre 2006 à Berlin
- Variations orchestrales sur une œuvre de Leoš Janáček pour orchestre (2006), 22 min
- Quatuor à cordes (2012), commande de l'Opéra de Dijon
- Concerto pour violoncelle (2013), 19 min
- Gloria, pour orgue (2023), commande de Radio France et de l’Auditorium-Orchestre national de Lyon, Éditions Lacroch' [20]
- Élégie, pour violoncelle et piano (2024), commande du 73ème Concours International de Musique de l’ARD de Munich, Éditions Lacroch' [21]

### Opéras
- Gesualdo, opéra créé en 2010 à Zurich[22]
- Charlotte Salomon, opéré créé en 2014 lors du Festival de Salzbourg[23]
- Le Soulier de satin, opéra en quatre journées, créé en 2021 au l'opéra Garnier[24] (Éditions Lacroch') [25]
- Melancholie des Widerstands / Mélancolie de la résistance, Filmische Oper, créé en 2024 en Staatsoper Unter den Linden Berlin[26] (Éditions Lacroch') [27]

## Discographie
- 1990 - Paradis Mécaniques, Ensemble Musique Oblique, Accord-Una Corda[28]
- 1994 - Seuils, Diadèmes, Ensemble Intercontemporain dir Boulez, Adès[29]
- 1995 - Offertoire, Orchestre Philharmonque d’Israel, Hänssler
- 2005 - Color, Ciaccona, Concerto violon, Orchestre de Paris dir Eschenbach, Naïve[30]
- 2006 - Palimpseste, Tactus, Trio, In advance of the Broken Time, Ensemble l’Itinéraire, dir Dalbavie, Nocturne[31]
- 2007 - Concertate il Suono, Antiphonie, The Dream of the Unified Space, Orchestre Philharmonique de Radio-France, Naïve[32]
- 2007 - La Source d’un Regard, Orchestre du Concertgebouw, Erato[33]
- 2008 - Concerto pour Flute, Orchestre Philharmonique de Radio-France, Pahud, EMI[34]
- 2009 - Sinfonietta, Variations Janacek, Rocks under the Water, Orchestre Philharmonique de Monte-Carlo, dir Dalbavie, Ameson[35]
- 2010 - Concerto pour piano, Orchestre du Bayerische Rundfunk, Leif Ove Andsnes, EMI[36]
- 2011- Color, Orchestre Philharmonique de Slovène, Emmanuel Vuillaume, Virgin[37]
- 2014 - Sonnets Louise Labé, Sextine Cyclus, Orchestre du Gulbenkian de Lisbonne, dir Dalbavie, Ameson[38]
- 2020 - Concertos violoncelle, hautbois, flûte, la Source d’un Regard, Orchestre de Seattle, Seattle Symphony[39]
- 2021 - Quatuor à cordes, Paris Urban Quartet, le Studio[40]